# Élections départementales de 2021 dans la Nièvre
Les élections départementales dans la Nièvre ont lieu les 20 et 27 juin 2021.

## Contexte départemental

### Assemblée départementale sortante
Avant les élections, le Conseil départemental de la Nièvre est présidé par Alain Lassus (PS).
Il comprend 34 conseillers départementaux issus des 17 cantons de la Nièvre.
|                                    |       |       |      |                     |
| Président du Conseil départemental |       |       |      |                     |
| Alain Lassus (PS)                  |       |       |      |                     |
| Parti                              | Sigle | Sigle | Élus | Groupes             |
| Majorité (20 sièges)               |       |       |      |                     |
| Divers gauche                      |       | DVG   | 10   | Vivre la Nièvre     |
| Parti socialiste                   |       | PS    | 8    | Vivre la Nièvre     |
| Génération.s                       |       | G.s   | 2    | Vivre la Nièvre     |
| Minorité (4 sièges)                |       |       |      |                     |
| Divers droite                      |       | DVD   | 4    | La Nièvre pour tous |
| Opposition (10 sièges)             |       |       |      |                     |
| Divers droite                      |       | DVD   | 8    | La Nièvre s'engage  |
| Les Républicains                   |       | LR    | 2    | La Nièvre s'engage  |

## Système électoral
Les élections ont lieu au scrutin majoritaire binominal à deux tours. Le système est paritaire : les candidatures sont présentées sous la forme d'un binôme composé d'une femme et d'un homme avec leurs suppléants (une femme et un homme également).
Pour être élu au premier tour, un binôme doit obtenir la majorité absolue des suffrages exprimés et un nombre de suffrages au moins égal à 25 % des électeurs inscrits. Si aucun binôme n'est élu au premier tour, seuls peuvent se présenter au second tour les binômes qui ont obtenu un nombre de suffrages au moins égal à 12,5 % des électeurs inscrits, sans possibilité pour les binômes de fusionner. Est élu au second tour le binôme qui obtient le plus grand nombre de voix.

## Résultats à l'échelle du département

### Résultats par nuances
| Binômes                  | Binômes                              | Binômes                  | Premier tour | Premier tour | Premier tour | Second tour | Second tour   | Second tour | Total | +/-           |  |
| Binômes                  | Binômes                              | Binômes                  | Voix         | %            | Sièges       | Voix        | %             | Sièges      | Total | +/-           |  |
| ------------------------ | ------------------------------------ | ------------------------ | ------------ | ------------ | ------------ | ----------- | ------------- | ----------- | ----- | ------------- |  |
|                          | Rassemblement national               | RN                       | 10 185       | 20,29        | 0            | 3 362       | 6,48          | 0           | 0     | en stagnation |  |
|                          | Divers centre                        | DVC                      | 10 536       | 20,98        | 0            | 14 719      | 28,36         | 8           | 8     | Nv.           |  |
|                          | Divers gauche                        | DVG                      | 9 627        | 19,17        | 0            | 12 145      | 23,40         | 8           | 8     | 4             |  |
|                          | Parti socialiste                     | SOC                      | 5 456        | 10,87        | 0            | 8 949       | 17,24         | 8           | 8     | 8             |  |
|                          | Divers droite                        | DVD                      | 5 044        | 10,05        | 0            | 6 175       | 11,90         | 6           | 6     | 2             |  |
|                          | Union à gauche avec des écologistes  | UGE                      | 4 614        | 9,19         | 0            | 2 829       | 5,45          | 2           | 2     | Nv.           |  |
|                          | Parti communiste français            | COM                      | 2 333        | 4,65         | 0            | 1 513       | 2,92          | 0           | 0     | Nv.           |  |
|                          | Union à gauche                       | UG                       | 1 140        | 2,27         | 0            | 2 203       | 4,25          | 2           | 2     | Nv.           |  |
|                          | Divers                               | DIV                      | 474          | 0,94         | 0            |             |               |             | 0     | 2             |  |
|                          | Union des démocrates et indépendants | UDI                      | 418          | 0,83         | 0            | 0           | en stagnation |             |       |               |  |
|                          | Les Républicains                     | LR                       | 278          | 0,55         | 0            | 0           | 8             |             |       |               |  |
|                          | La France insoumise                  | FI                       | 104          | 0,21         | 0            | 0           | en stagnation |             |       |               |  |
|                          |                                      |                          |              |              |              |             |               |             |       |               |  |
| Suffrages exprimés       | Suffrages exprimés                   | Suffrages exprimés       | 50 209       | 94,79        |              | 51 895      | 90,32         |             |       |               |  |
| Votes blancs             | Votes blancs                         | Votes blancs             | 1 951        | 6,80         | 3 909        | 3,68        |               |             |       |               |  |
| Votes nuls               | Votes nuls                           | Votes nuls               | 806          | 1,52         | 1 656        | 2,88        |               |             |       |               |  |
| Total                    | Total                                | Total                    | 52 966       | 100          | 0            | 57 460      | 100           | 34          | 34    | en stagnation |  |
| Abstentions              | Abstentions                          | Abstentions              | 101 522      | 65,72        |              | 97 067      | 62,82         |             |       |               |  |
| Inscrits / participation | Inscrits / participation             | Inscrits / participation | 154 488      | 34,28        | 154 527      | 37,18       |               |             |       |               |  |

### Assemblée départementale élue
|                                    |       |       |      |                    |
| Président du conseil départemental |       |       |      |                    |
| Alain Lassus (PS)                  |       |       |      |                    |
| Parti                              | Sigle | Sigle | Élus | Groupes            |
| Majorité (20 sièges)               |       |       |      |                    |
| Divers gauche                      |       | DVG   | 9    | Vivre la Nièvre    |
| Parti socialiste                   |       | PS    | 8    | Vivre la Nièvre    |
| Parti communiste français          |       | PCF   | 1    | Vivre la Nièvre    |
| Europe Écologie Les Verts          |       | EÉLV  | 1    | Vivre la Nièvre    |
| Génération.s                       |       | G.s   | 1    | Vivre la Nièvre    |
| Opposition (14 sièges)             |       |       |      |                    |
| Divers droite                      |       | DVD   | 14   | La Nièvre ensemble |

### Élus par canton
| Canton                  | Conseiller Sortant   | Parti | Parti | Conseiller élu             | Parti | Parti |
| ----------------------- | -------------------- | ----- | ----- | -------------------------- | ----- | ----- |
| La Charité-sur-Loire    | Blandine Delaporte   |       | G.s   | Blandine Delaporte         |       | G.s   |
| La Charité-sur-Loire    | Jacques Legrain      |       | PS    | Thierry Guyot              |       | DVG   |
| Château-Chinon          | Michèle Dardant      |       | DVG   | Michèle Dardant            |       | DVG   |
| Château-Chinon          | Patrice Joly         |       | PS    | Patrice Joly               |       | PS    |
| Clamecy                 | Catherine Mer        |       | DVD   | Anouck Camain              |       | DVD   |
| Clamecy                 | Philippe Nolot       |       | LR    | Christophe Deniaux         |       | DVD   |
| Corbigny                | Fabien Bazin         |       | PS    | Fabien Bazin               |       | PS    |
| Corbigny                | Anne Verin           |       | DVG   | Séverine Bernard           |       | DVG   |
| Cosne-Cours-sur-Loire   | Anne-Marie Chêne     |       | DVD   | Anne-Marie Chêne           |       | DVD   |
| Cosne-Cours-sur-Loire   | Michel Veneau        |       | DVD   | Franck Michot              |       | DVD   |
| Decize                  | Nathalie Forest      |       | DVG   | Justine Guyot              |       | PS    |
| Decize                  | Alain Lassus         |       | PS    | Frédéric Roy               |       | DVG   |
| Fourchambault           | Stéphanie Bézé       |       | PS    | Stéphanie Bézé             |       | PS    |
| Fourchambault           | Alain Herteloup      |       | PS    | Alain Herteloup            |       | PS    |
| Guérigny                | Corinne Bouchard     |       | DVD   | Corinne Bouchard           |       | DVD   |
| Guérigny                | Marc Gauthier        |       | DVD   | Jean-Luc Gauthier          |       | DVD   |
| Imphy                   | Daniel Barbier       |       | DVG   | Daniel Barbier             |       | DVG   |
| Imphy                   | Joëlle Julien        |       | DVG   | Joëlle Julien              |       | DVG   |
| Luzy                    | Jocelyne Guérin      |       | DVG   | Jocelyne Guérin            |       | DVG   |
| Luzy                    | Michel Mulot         |       | DVG   | Michel Mulot               |       | DVG   |
| Nevers-1                | Maryse Augendre      |       | DVG   | Maryse Augendre            |       | DVG   |
| Nevers-1                | Jean-Louis Balleret  |       | PS    | Jean-Paul Fallet           |       | PS    |
| Nevers-2                | Delphine Fleury      |       | PS    | Laurence Barao             |       | DVD   |
| Nevers-2                | Daniel Bourgeois     |       | G.s   | Jérôme Malus               |       | DVD   |
| Nevers-3                | Carole Boirin        |       | LR    | Martine Gaudin             |       | PS    |
| Nevers-3                | Pierre Bisschop      |       | DVD   | Wilfrid Séjeau             |       | EÉLV  |
| Nevers-4                | Myrianne Bertrand    |       | DVD   | Véronique Khouri           |       | DVD   |
| Nevers-4                | Philippe Morel       |       | DVD   | Michel Suet                |       | DVD   |
| Pouilly-sur-Loire       | Pascale de Mauraige  |       | DVD   | Pascale de Mauraige        |       | DVD   |
| Pouilly-sur-Loire       | Thierry Flandin      |       | DVD   | Patrick Bondeux            |       | DVD   |
| Saint-Pierre-le-Moûtier | Vanessa Louis-Sidney |       | DVG   | Marie-France de Riberolles |       | DVD   |
| Saint-Pierre-le-Moûtier | Guy Hourcabie        |       | DVG   | David Verron               |       | DVD   |
| Varennes-Vauzelles      | Fabienne Grandcler   |       | DVD   | Éliane Desabre             |       | PS    |
| Varennes-Vauzelles      | Jean-François Dubois |       | DVD   | Lionel Lécher              |       | PCF   |

## Résultats par canton
Les binômes sont présentés par ordre décroissant des résultats au premier tour. En cas de victoire au second tour du binôme arrivé en deuxième place au premier, ses résultats sont indiqués en gras.

### Canton de La Charité-sur-Loire
| Candidats                | Candidats                | Partis                   | Nuance                   | Premier tour | Premier tour | Second tour | Second tour |
| Candidats                | Candidats                | Partis                   | Nuance                   | Voix         | %            | Voix        | %           |
| ------------------------ | ------------------------ | ------------------------ | ------------------------ | ------------ | ------------ | ----------- | ----------- |
|                          | Blandine Delaporte       | G.s                      | DVG                      | 956          | 27,98        | 2 300       | 63,48       |
|                          | Thierry Guyot            | DVG                      | DVG                      | 956          | 27,98        | 2 300       | 63,48       |
|                          | Valérie Beaulieu         | RN                       | RN                       | 905          | 26,49        | 1 323       | 36,52       |
|                          | Olivier Perret           | RN                       | RN                       | 905          | 26,49        | 1 323       | 36,52       |
|                          | Françoise Radoux         | DVD                      | DVC                      | 841          | 24,61        |             |             |
|                          | Dominique Wiatr          | DVD                      | DVC                      | 841          | 24,61        |             |             |
|                          | Monique Choquel          | PCF                      | UGE                      | 715          | 20,92        |             |             |
|                          | Émilien Court            | EÉLV                     | UGE                      | 715          | 20,92        |             |             |
|                          |                          |                          |                          |              |              |             |             |
| Suffrages exprimés       | Suffrages exprimés       | Suffrages exprimés       | Suffrages exprimés       | 3 417        | 95,50        | 3 623       | 92,42       |
| Votes blancs             | Votes blancs             | Votes blancs             | Votes blancs             | 103          | 2,88         | 203         | 5,18        |
| Votes nuls               | Votes nuls               | Votes nuls               | Votes nuls               | 58           | 1,62         | 94          | 2,40        |
| Total                    | Total                    | Total                    | Total                    | 3 578        | 100          | 3 920       | 100         |
| Abstention               | Abstention               | Abstention               | Abstention               | 7 252        | 66,96        | 6 909       | 63,80       |
| Inscrits / participation | Inscrits / participation | Inscrits / participation | Inscrits / participation | 10 830       | 33,04        | 10 829      | 36,20       |

### Canton de Château-Chinon
| Candidats                | Candidats                | Partis                   | Nuance                   | Premier tour | Premier tour | Second tour | Second tour |
| Candidats                | Candidats                | Partis                   | Nuance                   | Voix         | %            | Voix        | %           |
| ------------------------ | ------------------------ | ------------------------ | ------------------------ | ------------ | ------------ | ----------- | ----------- |
|                          | Michèle Dardant          | DVG                      | SOC                      | 1 662        | 43,68        | 2 251       | 57,28       |
|                          | Patrice Joly             | PS                       | SOC                      | 1 662        | 43,68        | 2 251       | 57,28       |
|                          | Georges Flecq            | DVD                      | DVC                      | 893          | 23,47        | 1 679       | 42,72       |
|                          | Chantal-Marie Malus      | DVD                      | DVC                      | 893          | 23,47        | 1 679       | 42,72       |
|                          | Martine Claine           | RN                       | RN                       | 733          | 19,26        |             |             |
|                          | Daniel Merger            | RN                       | RN                       | 733          | 19,26        |             |             |
|                          | Jean-Max Glorifet        | PCF                      | COM                      | 517          | 13,59        |             |             |
|                          | Évelyne Vermenot         | PCF                      | COM                      | 517          | 13,59        |             |             |
|                          |                          |                          |                          |              |              |             |             |
| Suffrages exprimés       | Suffrages exprimés       | Suffrages exprimés       | Suffrages exprimés       | 3 805        | 95,22        | 3 930       | 90,30       |
| Votes blancs             | Votes blancs             | Votes blancs             | Votes blancs             | 124          | 3,10         | 260         | 5,97        |
| Votes nuls               | Votes nuls               | Votes nuls               | Votes nuls               | 67           | 1,68         | 162         | 3,72        |
| Total                    | Total                    | Total                    | Total                    | 3 996        | 100          | 4 352       | 100         |
| Abstention               | Abstention               | Abstention               | Abstention               | 5 707        | 58,82        | 5 350       | 55,14       |
| Inscrits / participation | Inscrits / participation | Inscrits / participation | Inscrits / participation | 9 703        | 41,18        | 9 702       | 44,86       |

### Canton de Clamecy
| Candidats                | Candidats                | Partis                   | Nuance                   | Premier tour | Premier tour | Second tour | Second tour |
| Candidats                | Candidats                | Partis                   | Nuance                   | Voix         | %            | Voix        | %           |
| ------------------------ | ------------------------ | ------------------------ | ------------------------ | ------------ | ------------ | ----------- | ----------- |
|                          | Anouck Camain            | DVD                      | DVC                      | 1 259        | 33,62        | 2 351       | 60,84       |
|                          | Christophe Deniaux       | DVD                      | DVC                      | 1 259        | 33,62        | 2 351       | 60,84       |
|                          | Anne-Marie Bachollet     | DVG                      | COM                      | 1 030        | 27,50        | 1 513       | 39,16       |
|                          | Nicolas Bourdoune        | PCF                      | COM                      | 1 030        | 27,50        | 1 513       | 39,16       |
|                          | Julien Guibert           | RN                       | RN                       | 827          | 22,08        |             |             |
|                          | Laëtitia Mercier         | RN                       | RN                       | 827          | 22,08        |             |             |
|                          | Laurence Chevalier       | DVG                      | DVG                      | 629          | 16,80        |             |             |
|                          | Janny Siméon             | DVG                      | DVG                      | 629          | 16,80        |             |             |
|                          |                          |                          |                          |              |              |             |             |
| Suffrages exprimés       | Suffrages exprimés       | Suffrages exprimés       | Suffrages exprimés       | 3 745        | 96,12        | 3 864       | 91,41       |
| Votes blancs             | Votes blancs             | Votes blancs             | Votes blancs             | 94           | 2,41         | 242         | 5,73        |
| Votes nuls               | Votes nuls               | Votes nuls               | Votes nuls               | 57           | 1,46         | 121         | 2,86        |
| Total                    | Total                    | Total                    | Total                    | 3 896        | 100          | 4 227       | 100         |
| Abstention               | Abstention               | Abstention               | Abstention               | 6 466        | 62,40        | 6 129       | 59,18       |
| Inscrits / participation | Inscrits / participation | Inscrits / participation | Inscrits / participation | 10 362       | 37,60        | 10 356      | 40,82       |

### Canton de Corbigny
| Candidats                | Candidats                | Partis                   | Nuance                   | Premier tour | Premier tour | Second tour | Second tour |
| Candidats                | Candidats                | Partis                   | Nuance                   | Voix         | %            | Voix        | %           |
| ------------------------ | ------------------------ | ------------------------ | ------------------------ | ------------ | ------------ | ----------- | ----------- |
|                          | Fabien Bazin             | PS                       | SOC                      | 1 593        | 47,28        | 2 373       | 66,98       |
|                          | Séverine Bernard         | DVG                      | SOC                      | 1 593        | 47,28        | 2 373       | 66,98       |
|                          | Michèle Lelong           | DVD                      | DVC                      | 662          | 19,65        | 1 170       | 33,02       |
|                          | Jean-Charles Rochard     | DVD                      | DVC                      | 662          | 19,65        | 1 170       | 33,02       |
|                          | Charlène Dumont          | DVG                      | DVG                      | 589          | 17,48        |             |             |
|                          | Thierry Pauron           | DVG                      | DVG                      | 589          | 17,48        |             |             |
|                          | Evelyne Schweyer         | RN                       | RN                       | 525          | 15,58        |             |             |
|                          | Benjamin Sugin           | RN                       | RN                       | 525          | 15,58        |             |             |
|                          |                          |                          |                          |              |              |             |             |
| Suffrages exprimés       | Suffrages exprimés       | Suffrages exprimés       | Suffrages exprimés       | 3 369        | 95,12        | 3 543       | 92,34       |
| Votes blancs             | Votes blancs             | Votes blancs             | Votes blancs             | 108          | 3,05         | 190         | 4,95        |
| Votes nuls               | Votes nuls               | Votes nuls               | Votes nuls               | 65           | 1,84         | 104         | 2,71        |
| Total                    | Total                    | Total                    | Total                    | 3 542        | 100          | 3 837       | 100         |
| Abstention               | Abstention               | Abstention               | Abstention               | 5 032        | 58,69        | 4 735       | 55,24       |
| Inscrits / participation | Inscrits / participation | Inscrits / participation | Inscrits / participation | 8 574        | 41,31        | 8 572       | 44,76       |

### Canton de Cosne-Cours-sur-Loire
| Candidats                | Candidats                | Partis                   | Nuance                   | Premier tour | Premier tour | Second tour | Second tour |
| Candidats                | Candidats                | Partis                   | Nuance                   | Voix         | %            | Voix        | %           |
| ------------------------ | ------------------------ | ------------------------ | ------------------------ | ------------ | ------------ | ----------- | ----------- |
|                          | Anne-Marie Chêne         | DVD                      | DVC                      | 1 282        | 42,25        | 2 235       | 67,14       |
|                          | Franck Michot            | DVD                      | DVC                      | 1 282        | 42,25        | 2 235       | 67,14       |
|                          | Dominique Coupé          | RN                       | RN                       | 922          | 30,39        | 1 094       | 32,86       |
|                          | David Marie              | RN                       | RN                       | 922          | 30,39        | 1 094       | 32,86       |
|                          | Jean-Louis Billet        | DVG                      | UGE                      | 830          | 27,36        |             |             |
|                          | Carole Tabbagh-Gruau     | EÉLV                     | UGE                      | 830          | 27,36        |             |             |
|                          |                          |                          |                          |              |              |             |             |
| Suffrages exprimés       | Suffrages exprimés       | Suffrages exprimés       | Suffrages exprimés       | 3 034        | 95,17        | 3 329       | 92,47       |
| Votes blancs             | Votes blancs             | Votes blancs             | Votes blancs             | 110          | 3,45         | 171         | 4,75        |
| Votes nuls               | Votes nuls               | Votes nuls               | Votes nuls               | 44           | 1,38         | 100         | 2,78        |
| Total                    | Total                    | Total                    | Total                    | 3 188        | 100          | 3 600       | 100         |
| Abstention               | Abstention               | Abstention               | Abstention               | 7 318        | 69,66        | 6 910       | 65,75       |
| Inscrits / participation | Inscrits / participation | Inscrits / participation | Inscrits / participation | 10 506       | 30,34        | 10 510      | 34,25       |

### Canton de Decize
| Candidats                | Candidats                | Partis                   | NUance                   | Premier tour | Premier tour | Second tour | Second tour |
| Candidats                | Candidats                | Partis                   | NUance                   | Voix         | %            | Voix        | %           |
| ------------------------ | ------------------------ | ------------------------ | ------------------------ | ------------ | ------------ | ----------- | ----------- |
|                          | Justine Guyot            | PS                       | DVG                      | 1 542        | 61,19        | 1 874       | 68,44       |
|                          | Frédéric Roy             | DVG                      | DVG                      | 1 542        | 61,19        | 1 874       | 68,44       |
|                          | David Colas              | DVD                      | DVC                      | 617          | 24,48        | 864         | 31,56       |
|                          | Théa Guillier            | DVD                      | DVC                      | 617          | 24,48        | 864         | 31,56       |
|                          | Valentin Mouzon          | RN                       | RN                       | 361          | 14,33        |             |             |
|                          | Sabine Pascal            | RN                       | RN                       | 361          | 14,33        |             |             |
|                          |                          |                          |                          |              |              |             |             |
| Suffrages exprimés       | Suffrages exprimés       | Suffrages exprimés       | Suffrages exprimés       | 2 520        | 96,22        | 2 738       | 93,74       |
| Votes blancs             | Votes blancs             | Votes blancs             | Votes blancs             | 61           | 2,33         | 112         | 3,83        |
| Votes nuls               | Votes nuls               | Votes nuls               | Votes nuls               | 38           | 1,45         | 71          | 2,43        |
| Total                    | Total                    | Total                    | Total                    | 2 619        | 100          | 2 921       | 100         |
| Abstention               | Abstention               | Abstention               | Abstention               | 5 211        | 66,55        | 4 910       | 62,70       |
| Inscrits / participation | Inscrits / participation | Inscrits / participation | Inscrits / participation | 7 830        | 33,45        | 7 831       | 37,30       |

### Canton de Fourchambault
| Candidats                | Candidats                | Partis                   | Nuance                   | Premier tour | Premier tour | Second tour | Second tour |
| Candidats                | Candidats                | Partis                   | Nuance                   | Voix         | %            | Voix        | %           |
| ------------------------ | ------------------------ | ------------------------ | ------------------------ | ------------ | ------------ | ----------- | ----------- |
|                          | Stéphanie Bézé           | PS                       | SOC                      | 682          | 25,66        | 1 350       | 51,25       |
|                          | Alain Herteloup          | PS                       | SOC                      | 682          | 25,66        | 1 350       | 51,25       |
|                          | Patricia Gaudry          | DVD                      | DVD                      | 642          | 24,15        | 1 284       | 48,75       |
|                          | Michel Monet             | DVD                      | DVD                      | 642          | 24,15        | 1 284       | 48,75       |
|                          | Anaïs Lyon               | RN                       | RN                       | 558          | 20,99        |             |             |
|                          | Stéphane Somazzi         | RN                       | RN                       | 558          | 20,99        |             |             |
|                          | Sandrine de Carvalho     | DVD                      | UDI                      | 418          | 15,73        |             |             |
|                          | Marc Lauvernier          | UDI                      | UDI                      | 418          | 15,73        |             |             |
|                          | Nathalie Chippaux        | DVG                      | COM                      | 358          | 13,47        |             |             |
|                          | François Longueville     | DVG                      | COM                      | 358          | 13,47        |             |             |
|                          |                          |                          |                          |              |              |             |             |
| Suffrages exprimés       | Suffrages exprimés       | Suffrages exprimés       | Suffrages exprimés       | 2 658        | 96,58        | 2 634       | 89,02       |
| Votes blancs             | Votes blancs             | Votes blancs             | Votes blancs             | 57           | 2,07         | 197         | 6,66        |
| Votes nuls               | Votes nuls               | Votes nuls               | Votes nuls               | 37           | 1,34         | 128         | 4,33        |
| Total                    | Total                    | Total                    | Total                    | 2 752        | 100          | 2 959       | 100         |
| Abstention               | Abstention               | Abstention               | Abstention               | 6 461        | 70,13        | 6 256       | 67,89       |
| Inscrits / participation | Inscrits / participation | Inscrits / participation | Inscrits / participation | 9 213        | 29,87        | 9 215       | 32,11       |

### Canton de Guérigny
| Candidats                | Candidats                | Partis                   | Nuance                   | Premier tour | Premier tour | Second tour | Second tour |
| Candidats                | Candidats                | Partis                   | Nuance                   | Voix         | %            | Voix        | %           |
| ------------------------ | ------------------------ | ------------------------ | ------------------------ | ------------ | ------------ | ----------- | ----------- |
|                          | Corinne Bouchard         | DVD                      | DVD                      | 1 874        | 45,71        | 2 583       | 62,11       |
|                          | Jean-Luc Gauthier        | DVD                      | DVD                      | 1 874        | 45,71        | 2 583       | 62,11       |
|                          | Éric Guyot               | PS                       | SOC                      | 759          | 18,51        | 1 576       | 37,89       |
|                          | Flore Lereu              | PS                       | SOC                      | 759          | 18,51        | 1 576       | 37,89       |
|                          | Christel Pellat          | RN                       | RN                       | 745          | 18,17        |             |             |
|                          | Thomas Perret            | RN                       | RN                       | 745          | 18,17        |             |             |
|                          | Dominique Lavenir        | GÉ                       | UGE                      | 722          | 17,61        |             |             |
|                          | Isabelle Thillier        | PCF                      | UGE                      | 722          | 17,61        |             |             |
|                          |                          |                          |                          |              |              |             |             |
| Suffrages exprimés       | Suffrages exprimés       | Suffrages exprimés       | Suffrages exprimés       | 4 100        | 95,97        | 4 159       | 92,07       |
| Votes blancs             | Votes blancs             | Votes blancs             | Votes blancs             | 100          | 2,34         | 210         | 4,65        |
| Votes nuls               | Votes nuls               | Votes nuls               | Votes nuls               | 72           | 1,69         | 148         | 3,28        |
| Total                    | Total                    | Total                    | Total                    | 4 272        | 100          | 4 517       | 100         |
| Abstention               | Abstention               | Abstention               | Abstention               | 6 486        | 60,29        | 6 241       | 58,01       |
| Inscrits / participation | Inscrits / participation | Inscrits / participation | Inscrits / participation | 10 758       | 39,71        | 10 758      | 41,99       |

### Canton d'Imphy
| Candidats                | Candidats                | Partis                   | Nuance                   | Premier tour | Premier tour | Second tour | Second tour |
| Candidats                | Candidats                | Partis                   | Nuance                   | Voix         | %            | Voix        | %           |
| ------------------------ | ------------------------ | ------------------------ | ------------------------ | ------------ | ------------ | ----------- | ----------- |
|                          | Daniel Barbier           | DVG                      | DVG                      | 1 020        | 46,07        | 1 528       | 100         |
|                          | Joëlle Julien            | DVG                      | DVG                      | 1 020        | 46,07        | 1 528       | 100         |
|                          | Gérard Daguin            | PCF                      | COM                      | 428          | 19,33        | Retrait     | Retrait     |
|                          | Coralie Douarne          | DVG                      | COM                      | 428          | 19,33        | Retrait     | Retrait     |
|                          | Élodie Malichaud         | RN                       | RN                       | 420          | 18,97        |             |             |
|                          | Étienne Somazzi          | RN                       | RN                       | 420          | 18,97        |             |             |
|                          | Gérard Fontaine          | DVD                      | DVC                      | 346          | 15,63        |             |             |
|                          | Élisabeth Grenin         | DVD                      | DVC                      | 346          | 15,63        |             |             |
|                          |                          |                          |                          |              |              |             |             |
| Suffrages exprimés       | Suffrages exprimés       | Suffrages exprimés       | Suffrages exprimés       | 2 214        | 96,47        | 1 528       | 73,92       |
| Votes blancs             | Votes blancs             | Votes blancs             | Votes blancs             | 41           | 1,79         | 404         | 19,55       |
| Votes nuls               | Votes nuls               | Votes nuls               | Votes nuls               | 40           | 1,74         | 135         | 6,53        |
| Total                    | Total                    | Total                    | Total                    | 2 295        | 100          | 2 067       | 100         |
| Abstention               | Abstention               | Abstention               | Abstention               | 5 256        | 69,61        | 5 485       | 72,63       |
| Inscrits / participation | Inscrits / participation | Inscrits / participation | Inscrits / participation | 7 551        | 30,39        | 7 552       | 27,37       |

### Canton de Luzy
| Candidats                | Candidats                | Partis                   | Nuance                   | Premier tour | Premier tour | Second tour | Second tour |
| Candidats                | Candidats                | Partis                   | Nuance                   | Voix         | %            | Voix        | %           |
| ------------------------ | ------------------------ | ------------------------ | ------------------------ | ------------ | ------------ | ----------- | ----------- |
|                          | Jocelyne Guérin          | DVG                      | DVG                      | 1 892        | 50,49        | 2 392       | 55,86       |
|                          | Michel Mulot             | DVG                      | DVG                      | 1 892        | 50,49        | 2 392       | 55,86       |
|                          | Sébastien Descreaux      | DVD                      | DVC                      | 1 270        | 33,89        | 1 890       | 44,14       |
|                          | Véronique Mallet         | DVD                      | DVC                      | 1 270        | 33,89        | 1 890       | 44,14       |
|                          | Marie-Hélène de Almeida  | RN                       | RN                       | 585          | 15,61        |             |             |
|                          | Jacques Gonnet           | RN                       | RN                       | 585          | 15,61        |             |             |
|                          |                          |                          |                          |              |              |             |             |
| Suffrages exprimés       | Suffrages exprimés       | Suffrages exprimés       | Suffrages exprimés       | 3 747        | 94,57        | 4 282       | 93,09       |
| Votes blancs             | Votes blancs             | Votes blancs             | Votes blancs             | 126          | 3,18         | 176         | 3,83        |
| Votes nuls               | Votes nuls               | Votes nuls               | Votes nuls               | 89           | 2,25         | 142         | 3,09        |
| Total                    | Total                    | Total                    | Total                    | 3 962        | 100          | 4 600       | 100         |
| Abstention               | Abstention               | Abstention               | Abstention               | 5 661        | 58,83        | 5 024       | 52,20       |
| Inscrits / participation | Inscrits / participation | Inscrits / participation | Inscrits / participation | 9 623        | 41,17        | 9 624       | 47,80       |

### Canton de Nevers-1
| Candidats                | Candidats                | Partis                   | Nuance                   | Premier tour | Premier tour | Second tour | Second tour |
| Candidats                | Candidats                | Partis                   | Nuance                   | Voix         | %            | Voix        | %           |
| ------------------------ | ------------------------ | ------------------------ | ------------------------ | ------------ | ------------ | ----------- | ----------- |
|                          | Maryse Augendre          | DVG                      | SOC                      | 760          | 31,17        | 1 354       | 54,86       |
|                          | Jean-Paul Fallet         | PS                       | SOC                      | 760          | 31,17        | 1 354       | 54,86       |
|                          | Xavier Morel             | DVD                      | DVC                      | 576          | 23,63        | 1 114       | 45,14       |
|                          | Anne Wozniak             | DVD                      | DVC                      | 576          | 23,63        | 1 114       | 45,14       |
|                          | Didier Bourotte          | PCF                      | UGE                      | 428          | 17,56        |             |             |
|                          | Sandra Pardal            | EÉLV                     | UGE                      | 428          | 17,56        |             |             |
|                          | Pierre-Michel Benoit     | RN                       | RN                       | 424          | 17,39        |             |             |
|                          | Pauline Vigneron         | RN                       | RN                       | 424          | 17,39        |             |             |
|                          | Bruno Benchemakh         | DVD                      | DVD                      | 250          | 10,25        |             |             |
|                          | Anne Lelièvre            | DVD                      | DVD                      | 250          | 10,25        |             |             |
|                          |                          |                          |                          |              |              |             |             |
| Suffrages exprimés       | Suffrages exprimés       | Suffrages exprimés       | Suffrages exprimés       | 2 438        | 93,27        | 2 468       | 87,09       |
| Votes blancs             | Votes blancs             | Votes blancs             | Votes blancs             | 164          | 6,27         | 320         | 11,29       |
| Votes nuls               | Votes nuls               | Votes nuls               | Votes nuls               | 12           | 0,46         | 46          | 1,62        |
| Total                    | Total                    | Total                    | Total                    | 2 614        | 100          | 2 834       | 100         |
| Abstention               | Abstention               | Abstention               | Abstention               | 5 708        | 68,59        | 5 508       | 66,03       |
| Inscrits / participation | Inscrits / participation | Inscrits / participation | Inscrits / participation | 8 322        | 31,41        | 8 342       | 33,97       |

### Canton de Nevers-2
| Candidats                | Candidats                | Partis                   | Nuance                   | Premier tour | Premier tour | Second tour | Second tour |
| Candidats                | Candidats                | Partis                   | Nuance                   | Voix         | %            | Voix        | %           |
| ------------------------ | ------------------------ | ------------------------ | ------------------------ | ------------ | ------------ | ----------- | ----------- |
|                          | Laurence Barao           | DVD                      | DVC                      | 921          | 45,48        | 1 311       | 63,09       |
|                          | Jérôme Malus             | DVD                      | DVC                      | 921          | 45,48        | 1 311       | 63,09       |
|                          | Daniel Bourgeois         | G.s                      | UGE                      | 581          | 28,69        | 767         | 36,91       |
|                          | Sylvie Dupart-Muzerelle  | EÉLV                     | UGE                      | 581          | 28,69        | 767         | 36,91       |
|                          | Damien Baudry            | RN                       | RN                       | 523          | 25,83        |             |             |
|                          | Sylvie Patissier         | RN                       | RN                       | 523          | 25,83        |             |             |
|                          |                          |                          |                          |              |              |             |             |
| Suffrages exprimés       | Suffrages exprimés       | Suffrages exprimés       | Suffrages exprimés       | 2 025        | 93,36        | 2 078       | 87,09       |
| Votes blancs             | Votes blancs             | Votes blancs             | Votes blancs             | 123          | 5,67         | 261         | 10,94       |
| Votes nuls               | Votes nuls               | Votes nuls               | Votes nuls               | 21           | 0,97         | 47          | 1,97        |
| Total                    | Total                    | Total                    | Total                    | 2 169        | 100          | 2 386       | 100         |
| Abstention               | Abstention               | Abstention               | Abstention               | 5 534        | 71,84        | 5 322       | 69,05       |
| Inscrits / participation | Inscrits / participation | Inscrits / participation | Inscrits / participation | 7 703        | 28,16        | 7 708       | 30,95       |

### Canton de Nevers-3
| Candidats                | Candidats                | Partis                   | Nuance                   | Premier tour | Premier tour | Second tour | Second tour |
| Candidats                | Candidats                | Partis                   | Nuance                   | Voix         | %            | Voix        | %           |
| ------------------------ | ------------------------ | ------------------------ | ------------------------ | ------------ | ------------ | ----------- | ----------- |
|                          | Martine Gaudin           | PS                       | UGE                      | 860          | 38,51        | 1 155       | 50,79       |
|                          | Wilfrid Séjeau           | EÉLV                     | UGE                      | 860          | 38,51        | 1 155       | 50,79       |
|                          | Philippe Cordier         | DVD                      | DVC                      | 712          | 31,89        | 1 119       | 49,21       |
|                          | Mireille Gaudion         | DVD                      | DVC                      | 712          | 31,89        | 1 119       | 49,21       |
|                          | Jean-Marc Bily           | RN                       | RN                       | 383          | 17,15        |             |             |
|                          | Georgette Granet         | RN                       | RN                       | 383          | 17,15        |             |             |
|                          | Pierre Bisschop          | DVD                      | LR                       | 278          | 12,45        |             |             |
|                          | Carole Boirin            | LR                       | LR                       | 278          | 12,45        |             |             |
|                          |                          |                          |                          |              |              |             |             |
| Suffrages exprimés       | Suffrages exprimés       | Suffrages exprimés       | Suffrages exprimés       | 2 233        | 92,96        | 2 274       | 87,77       |
| Votes blancs             | Votes blancs             | Votes blancs             | Votes blancs             | 155          | 6,45         | 292         | 11,27       |
| Votes nuls               | Votes nuls               | Votes nuls               | Votes nuls               | 14           | 0,58         | 25          | 0,96        |
| Total                    | Total                    | Total                    | Total                    | 2 402        | 100          | 292         | 100         |
| Abstention               | Abstention               | Abstention               | Abstention               | 5 364        | 69,07        | 5 178       | 66,65       |
| Inscrits / participation | Inscrits / participation | Inscrits / participation | Inscrits / participation | 7 766        | 30,93        | 7 769       | 33,35       |

### Canton de Nevers-4
| Candidats                | Candidats                | Partis                   | Nuance                   | Premier tour | Premier tour | Second tour | Second tour |
| Candidats                | Candidats                | Partis                   | Nuance                   | Voix         | %            | Voix        | %           |
| ------------------------ | ------------------------ | ------------------------ | ------------------------ | ------------ | ------------ | ----------- | ----------- |
|                          | Véronique Khouri         | DVD                      | DVC                      | 521          | 28,38        | 1 031       | 53,20       |
|                          | Michel Suet              | DVD                      | DVC                      | 521          | 28,38        | 1 031       | 53,20       |
|                          | Jimmy Derouault          | PCF                      | UGE                      | 478          | 26,03        | 907         | 46,80       |
|                          | Catherine Lopes Pires    | EÉLV                     | UGE                      | 478          | 26,03        | 907         | 46,80       |
|                          | Michelle Charière        | RN                       | RN                       | 306          | 16,67        |             |             |
|                          | Raoul Danet              | RN                       | RN                       | 306          | 16,67        |             |             |
|                          | Philippe Morel           | DVD                      | DVC                      | 191          | 10,40        |             |             |
|                          | Florence Vard            | DVD                      | DVC                      | 191          | 10,40        |             |             |
|                          | Solange Brossard         | DVG                      | DVG                      | 148          | 8,06         |             |             |
|                          | Richard Impenge          | DVG                      | DVG                      | 148          | 8,06         |             |             |
|                          | David Aublin             | LFI                      | FI                       | 104          | 5,66         |             |             |
|                          | Émilie Chamoux           | LFI                      | FI                       | 104          | 5,66         |             |             |
|                          | Bruno Franchini          | AC                       | DVD                      | 88           | 4,79         |             |             |
|                          | Bozena Gorecka Plet      | DVD                      | DVD                      | 88           | 4,79         |             |             |
|                          |                          |                          |                          |              |              |             |             |
| Suffrages exprimés       | Suffrages exprimés       | Suffrages exprimés       | Suffrages exprimés       | 1 836        | 90,13        | 1 938       | 86,36       |
| Votes blancs             | Votes blancs             | Votes blancs             | Votes blancs             | 201          | 9,87         | 306         | 13,64       |
| Votes nuls               | Votes nuls               | Votes nuls               | Votes nuls               | 0            | 0,00         | 0           | 0,00        |
| Total                    | Total                    | Total                    | Total                    | 2 037        | 100          | 2 244       | 100         |
| Abstention               | Abstention               | Abstention               | Abstention               | 4 971        | 70,93        | 4 769       | 68,00       |
| Inscrits / participation | Inscrits / participation | Inscrits / participation | Inscrits / participation | 7 008        | 29,07        | 7 013       | 32,00       |

### Canton de Pouilly-sur-Loire
| Candidats                | Candidats                | Partis                   | Nuance                   | Premier tour | Premier tour | Second tour | Second tour |
| Candidats                | Candidats                | Partis                   | Nuance                   | Voix         | %            | Voix        | %           |
| ------------------------ | ------------------------ | ------------------------ | ------------------------ | ------------ | ------------ | ----------- | ----------- |
|                          | Patrick Bondeux          | DVD                      | DVD                      | 1 628        | 43,78        | 2 292       | 57,60       |
|                          | Pascale de Mauraige      | DVD                      | DVD                      | 1 628        | 43,78        | 2 292       | 57,60       |
|                          | Sabrina Gaudry           | DVG                      | DVG                      | 1 199        | 32,24        | 1 687       | 42,40       |
|                          | Yves Ravet               | DVG                      | DVG                      | 1 199        | 32,24        | 1 687       | 42,40       |
|                          | Hervé Aimé               | RN                       | RN                       | 892          | 23,98        |             |             |
|                          | Lucile Roncera           | RN                       | RN                       | 892          | 23,98        |             |             |
|                          |                          |                          |                          |              |              |             |             |
| Suffrages exprimés       | Suffrages exprimés       | Suffrages exprimés       | Suffrages exprimés       | 3 719        | 94,56        | 3 979       | 92,79       |
| Votes blancs             | Votes blancs             | Votes blancs             | Votes blancs             | 155          | 3,94         | 198         | 4,62        |
| Votes nuls               | Votes nuls               | Votes nuls               | Votes nuls               | 59           | 1,50         | 111         | 2,59        |
| Total                    | Total                    | Total                    | Total                    | 3 933        | 100          | 4 288       | 100         |
| Abstention               | Abstention               | Abstention               | Abstention               | 7 841        | 66,60        | 7 488       | 63,59       |
| Inscrits / participation | Inscrits / participation | Inscrits / participation | Inscrits / participation | 11 774       | 33,40        | 11 776      | 36,41       |

### Canton de Saint-Pierre-le-Moûtier
| Candidats                | Candidats                  | Partis                   | Nuance                   | Premier tour | Premier tour | Second tour | Second tour |
| Candidats                | Candidats                  | Partis                   | Nuance                   | Voix         | %            | Voix        | %           |
| ------------------------ | -------------------------- | ------------------------ | ------------------------ | ------------ | ------------ | ----------- | ----------- |
|                          | Marie-France de Riberolles | DVD                      | DVD                      | 779          | 34,51        | 1 300       | 54,62       |
|                          | David Verron               | DVD                      | DVD                      | 779          | 34,51        | 1 300       | 54,62       |
|                          | Jocelyne Chauré            | DVG                      | DVG                      | 553          | 24,50        | 1 080       | 45,38       |
|                          | Jean-Luc Gauthier          | DVG                      | DVG                      | 553          | 24,50        | 1 080       | 45,38       |
|                          | Corentin Gelot             | RN                       | RN                       | 468          | 20,74        |             |             |
|                          | Céline Roy                 | RN                       | RN                       | 468          | 20,74        |             |             |
|                          | Thierry Favarcq            | DVG                      | DVG                      | 457          | 20,25        |             |             |
|                          | Vanessa Louis-Sidney       | DVG                      | DVG                      | 457          | 20,25        |             |             |
|                          |                            |                          |                          |              |              |             |             |
| Suffrages exprimés       | Suffrages exprimés         | Suffrages exprimés       | Suffrages exprimés       | 2 257        | 93,34        | 2 380       | 90,15       |
| Votes blancs             | Votes blancs               | Votes blancs             | Votes blancs             | 118          | 4,88         | 165         | 6,25        |
| Votes nuls               | Votes nuls                 | Votes nuls               | Votes nuls               | 43           | 1,78         | 95          | 3,60        |
| Total                    | Total                      | Total                    | Total                    | 2 418        | 100          | 2 640       | 100         |
| Abstention               | Abstention                 | Abstention               | Abstention               | 5 028        | 67,53        | 4 808       | 64,55       |
| Inscrits / participation | Inscrits / participation   | Inscrits / participation | Inscrits / participation | 7 446        | 32,47        | 7 448       | 35,45       |

### Canton de Varennes-Vauzelles
| Candidats                | Candidats                | Partis                   | Nuance                   | Premier tour | Premier tour | Second tour | Second tour |
| Candidats                | Candidats                | Partis                   | Nuance                   | Voix         | %            | Voix        | %           |
| ------------------------ | ------------------------ | ------------------------ | ------------------------ | ------------ | ------------ | ----------- | ----------- |
|                          | Éliane Desabre           | PS                       | UG                       | 1 140        | 36,87        | 2 203       | 69,98       |
|                          | Lionel Lécher            | PCF                      | UG                       | 1 140        | 36,87        | 2 203       | 69,98       |
|                          | Julien Bernard           | RN                       | RN                       | 608          | 19,66        | 945         | 30,02       |
|                          | Leïla Sedira             | RN                       | RN                       | 608          | 19,66        | 945         | 30,02       |
|                          | Élisabeth Dachy          | DVD                      | DVC                      | 445          | 14,39        |             |             |
|                          | Christophe Dambrine      | DVD                      | DVC                      | 445          | 14,39        |             |             |
|                          | Laurent Chauvot          | DVD                      | DVD                      | 425          | 13,75        |             |             |
|                          | Josette Fricou           | DVD                      | DVD                      | 425          | 13,75        |             |             |
|                          | Christine Celle          | DVD                      | DIV                      | 278          | 8,99         |             |             |
|                          | Jean-François Dubois     | DVD                      | DIV                      | 278          | 8,99         |             |             |
|                          | Patricia Delorme-Lambert | DIV                      | DIV                      | 196          | 6,34         |             |             |
|                          | Paul Léger               | DIV                      | DIV                      | 196          | 6,34         |             |             |
|                          |                          |                          |                          |              |              |             |             |
| Suffrages exprimés       | Suffrages exprimés       | Suffrages exprimés       | Suffrages exprimés       | 3 092        | 93,90        | 3 148       | 90,54       |
| Votes blancs             | Votes blancs             | Votes blancs             | Votes blancs             | 111          | 3,37         | 202         | 5,81        |
| Votes nuls               | Votes nuls               | Votes nuls               | Votes nuls               | 90           | 2,73         | 127         | 3,65        |
| Total                    | Total                    | Total                    | Total                    | 3 293        | 100          | 3 477       | 100         |
| Abstention               | Abstention               | Abstention               | Abstention               | 6 226        | 65,41        | 6 045       | 63,48       |
| Inscrits / participation | Inscrits / participation | Inscrits / participation | Inscrits / participation | 9 519        | 34,59        | 9 522       | 36,52       |